# Hollitzer
La Hollitzer, una componente dell'omonimo gruppo d'impresa fondato nel 1849, è una casa editrice austriaca ad orientamento scientifico e bellettristico con sede a Vienna. Essa è nata, da una parte, dalla Redaktion Tagbau, e dal Don Juan Archiv dall'altra, costituendosi ufficialmente nel 2010. Questa casa editrice pubblica testi in tedesco, inglese e italiano.
Il direttore di Hollitzer è Michael Hüttler.

## Programma
Il fulcro del programma della casa editrice poggia sul teatro, sulla musica e sulla storia della cultura. Partendo dalle serie di scritti e testi dell'istituzione partner Don Juan Archiv Wien si è sviluppato un concetto di pubblicazione che si concentra essenzialmente sui secoli 17 e 18, esplorando anche le relazioni tra l'impero Ottomano ed il teatro europeo. La Hollitzer pubblica opere di indirizzo scientifico in stretta collaborazione con varie università e con l'Accademia Austriaca delle Scienze. Partecipa anche alla Frankfurter Buchmesse.

### Bellettristica
Nel 2015 la casa editrice ha inaugurato il settore della bellettristica con la prima edizione in tedesco del romanzo Il profumo della pioggia sui Balcani, della scrittrice serbo-sefardita Gordana Kuić e con un'altra prima edizione: Don Giovanni compie sessant'anni, un divertente dramma dello scrittore austriaco Robert Schindel. Entrambi i lavori sono stati presentati alla Fiera del libro di Lipsia come in altre manifestazioni a Vienna, raccogliendo subito consenso e riconoscimenti nell'ambito del commercio librario e da parte dei lettori.
Precorritrice del settore di bellettristica è stata la collana Testi e studi sulla storia della letteratura e del teatro in Austria, che integrava le nuove edizioni dei testi di teatro del 18 secolo, come pure la ristampa dei Lettere di uno sconosciuto di Alexander von Villers. Johann Joseph Felix von Kurz, Philipp Hafner e Franz von Heufeld sono gli autori di epoca tardo barocca e illuministica nuovamente pubblicati dalla casa editrice.

### Pubblicazioni ad orientamento scientifico
Da molti anni è presente una stretta collaborazione con l'Università Mozarteum di Salisburgo. Insieme all'annuale edizione dell'Almanach la Hollitzer dà alle stampe anche le collane Pubblicazioni sulla storia dell‘Università Mozarteum e le Pubblicazioni della piattaforma di ricerca sulla storia della musica salisburghese; inoltre due monografie su precedenti rettori dell'Università: Eberhard Preußner (1959–1964) e Günther Bauer (1983–1991). In collaborazione con l'Accademia Austriaca delle Scienze è stato redatto un ampio volume sul ruolo svolto dalla musica nella Rivoluzione del 1848/49 nell'Impero Austro-Ungarico, così come insieme all'Universität für Musik und darstellende Kunst Wien è apparso il testo “Musik und Erinnern” e con la Hochschule Luzern un volume su Wolfgang Rihm. Dieci importanti serie musicologiche della casa editrice tedesca Hans Schneider a Tutzing sono state rilevate nel 2016.
Col contributo del Don Juan Archiv Wien saranno pubblicate le collane Bibliographica, Summa Summarum, Theatralia e Ottomania, quest'ultima inerente al dialogo tra impero Ottomano ed Europa visto nell'ambito delle arti rappresentative.

### Riviste e periodici
La casa editrice pubblica anche una serie di riviste e annuari a indirizzo scientifico, come TheMA (Theatre, Music, Arts), un Open Access Research Journal, specializzato nella musica, nel teatro e nell'arte, ed inoltre l'Almanach der Universität Mozarteum, curato da Wolfgang Gratzer. Di prossima pubblicazione sarà un'edizione, in forma digitalizzata, della Nestroyana, dedicata al commediografo austriaco.

## Locali

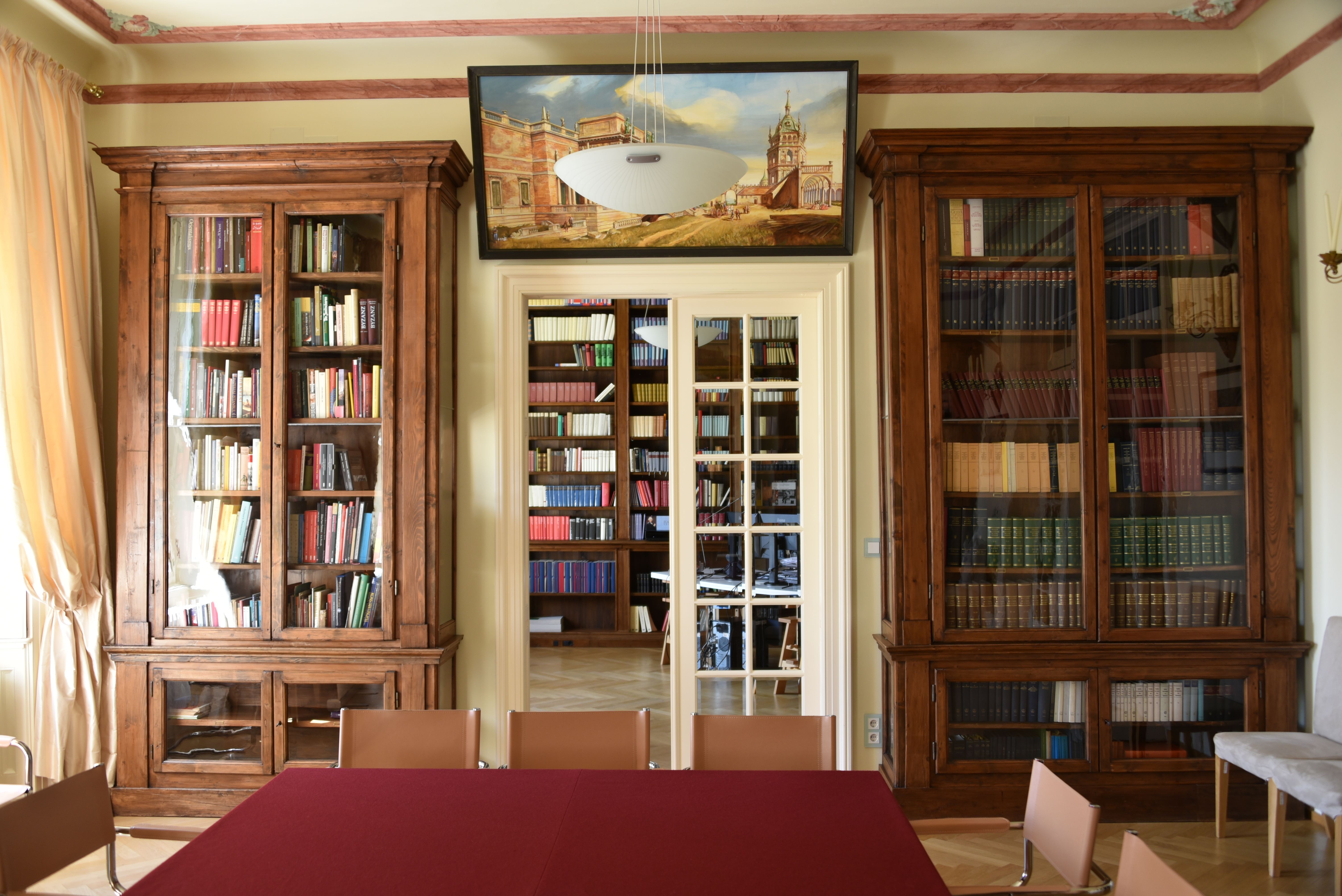
I locali della casa editrice

La sede della casa editrice, nella Trautsongasse (nell'ottavo distretto, noto anche come Josefstadt), dispone di spazi molto rappresentativi al suo interno. Allo stesso indirizzo hanno anche il loro domicilio le istituzioni partner Don Juan Archiv e Stvdivm fæsvlanvm. La sala delle riunioni serve anche come sala di lettura o per conferenze e simposi di tutte e tre le istituzioni. I locali sono messi a disposizione anche per allestimenti esterni.